# 佐々木ゆら
佐々木 ゆら（ささき ゆら、2006年6月3日  - ）は、日本のタレント。NEWSエンターテインメント所属。本社東京校出身。『天才てれびくんYOU』、『天才てれびくんhello,』てれび戦士（2018年度 - 2020年度）で知られている。

## 人物
- 天才てれびくんYOU、天才てれびくんhello,で、3年間に渡り、てれび戦士を務めた。
- エイゴビート第1シリーズの、坂口ミウ役も演じている。
- 趣味・特技は、ヒップホップダンス、コンテンポラリーダンス、タップダンス、アクロバット、ドラム、ジャグリング、変顔[注釈 2]、料理、モノマネである。

## 出演番組

### バラエティ番組
- ワラッチャオ!（2015年 - 2017年、NHK BSプレミアム）
- めちゃ×2イケてるッ!「めちゃギントン」（2016年、フジテレビ）
- 天才てれびくんシリーズ（NHK Eテレ） - てれび戦士
  - 天才てれびくんYOU（2018年4月2日 - 2020年4月2日）
  - 天才てれびくんhello,（2020年4月6日 - 2021年4月1日）
- ソノリオの音楽隊(2025年4月〜)ココ役

### その他のテレビ番組
- 音楽の日（2014年、TBS） - なめこのうたサポートダンサー
- エイゴビート 第1シリーズ（2017年、NHK Eテレ） - 坂口ミウ 役

### 映画
- そこどいて（2014年） - 少女 役

### CM
- 日進堂（2012年）
- なた豆歯磨き粉通信販売（2013年）インフォマーシャル
- 出光興産（2013年）
- 国大セミナー（2013年）スチール
- 小泉（2014年）
- 東京スカイツリー（2014年）
- Andymori「ネバーランド」（2014年）
- トイザらス（2015年）
- NEWS「Mr.WHITE」（2015年）
- パナソニック、「リビングコーポレートショウルーム」（2016年）
- 日本ヒューレット・パッカード、「プリンター」（2016年）スチール

### インターネットテレビ

#### ドラマ
- イトーヨーカ堂ウェブドラマ ItoYouのある生活 プレゼント篇（2015年）